# Islands U/21-fodboldlandshold
Islands U/21-fodboldlandshold består af islandske fodboldspillere, som er under 21 år og administreres af det islandske fodboldforbund Knattspyrnusamband Íslands. Holdet kvalificerede sig første gang til en slutrunde, da det sikrede sig deltagelse i U21 EM 2011 i Danmark.

## EM 2011
Island kvalificerede sig til EM 2011 efter at have været i kvalifikationspulje med blandt andet Tyskland og Tjekkiet, hvor de blev nummer to. Holdet sikrede sig endelig adgang til turneringen ved at slå Skotland i to play-off kampe. Island vandt begge kampe 2-1 og vandt dermed 4-2 samlet.
I gruppespillet mødte Island Danmark, Hviderusland og Schweiz. Holdet gik ikke videre fra gruppen og måtte forlade turneringen inden slutspillet.
Under turneringen havde holdet base på Hotel Hvide Hus i Aalborg, og de benyttede AaB's træningsanlæg som træningsbaner.